# Сан-Валериу-ду-Сул
Сан-Валериу-ду-Сул (порт. São Valério do Sul)  —  муниципалитет в Бразилии, входит в штат Риу-Гранди-ду-Сул. Составная часть мезорегиона Северо-запад штата Риу-Гранди-ду-Сул. Входит в экономико-статистический  микрорегион Ижуи. Население составляет 2602 человека на 2006 год. Занимает площадь 107,971 км². Плотность населения — 24,1 чел./км².

## История
Город основан 20 марта 1992 года. 

## Статистика
- Валовой внутренний продукт на 2003 составляет 20.876.516,00 реалов (данные: Бразильский институт географии и статистики).
- Валовой внутренний продукт на душу населения на 2003 составляет 7.989,48 реалов (данные: Бразильский институт географии и статистики).
- Индекс развития человеческого потенциала на 2000 составляет 0,715 (данные: Программа развития ООН).

## География
Климат местности: субтропический гумидный.